# (What Is) Love?
"(What Is) Love?" är en låt framförd av den amerikanska artisten Jennifer Lopez. Låten hette först "What Is Love?" och spelades in till soundtrackalbumet för filmen The Back-Up Plan (2010), i vilken Lopez hade en av rollerna. Låten blev senare titelspår på hennes sjunde studioalbum Love? (2011). "(What Is) Love?" är en electropoplåt i midtempo med text av Diana "Wynter" Gordon och musik av Emile "D'Mile" Dernst II. Texten beskriver olyckliga erfarenheter av kärleksrelationer och ställer frågan: "Vad är kärlek?". En officiell remixversion, "What Is Love? Part II", skapades av Jean-Baptiste och var tänkt att vara med på albumet. Låten läcktes ut på internet i april 2013.
"(What Is) Love?" fick mestadels positiv kritik av musikrecensenter som jämförde den med Lopez musikaliska arbeten från 2003. Låten var tänkt att ges ut som en marknadsföringssingel från Love? den 26 april 2011, men "låstes upp" och gavs ut den 22 april efter en kampanj på Lopez Facebook-sida. I samband med utgivningen nådde låten plats 97 på Gaon Chart och plats 33 på Productores de Música de España.

## Bakgrund och inspelning
"(What Is) Love?" skrevs av Diana "Wynter" Gordon och Emile "D'Mile" Dernst, som också stod för produktionen. Lopez sång spelades in och producerades av Kuk Harrell, som assisterades av Jim Annunziato och Josh Gudwin vid Conway Studios i Hollywood, Kalifornien. Under inspelningen till låten arbetade Annunziato och Eric Eylands som ljudtekniker. "(What Is) Love?" mixades av Mike "Handz" Donaldson vid Chalice Recording Studios i Los Angeles, Kalifornien.
I låttexten beskrivs olyckliga erfarenheter av kärleksrelationer och ställs frågan vad kärlek är. I refrängen framför sångerskan verserna "What if, I never find and I'm left behind?/Should I keep hoping for love?/What if, I'm still the same?/Status doesn't change?" och upprepar senare "What is love?". I en intervju sade Gordon: "Jag tror att många kvinnor delar samma historia. Inga pappor, inga familjer och kanske pojkvänner eller äkta män som misshandlar dem. Inget stöd från föräldrar och så vidare... Det gör att man känner sig ensam. Jag har själv haft flera relationer men trots det aldrig upplevt äkta kärlek."

## Internetläcka och utgivning
"What Is Love?" läckte ut på internet i maj 2009. Gordon uttryckte missnöje över att den "ofärdiga och ännu inte mixade" låten fanns för alla att höra. I ett inlägg på sin MySpace-sida skrev hon; "Den här låten kom från en plats djupt inom mig. Om världen skulle höra den skulle det ha varit på rätt sätt. Allt är förstört nu. Handlingen gavs till en TV-special på Lifetime istället för en film... sorgligt." Artisten förtydligade senare att hon var upprörd över omständigheterna men hade inte för avsikt att "dissa" Lopez. Den färdiga versionen av "What Is Love?" inkluderades på soundtrackalbumet till den romantiska komedin The Back-Up Plan (2010), vilken Lopez hade en av huvudrollerna i. "What Is Love?" bytte senare namn till "(What Is) Love?" och blev titelspåret på Lopez sjunde studioalbum Love? (2011). Låten var tänkt att ges ut som en marknadsföringssingel från Love? den 26 april 2011, men "låstes upp" och gavs ut den 22 april tack vare en kampanj på Lopez Facebook-sida.

## Mottagande
"(What Is) Love?" mottog mestadels positiva reaktioner från musikkritiker. Robert Copsey från Digital Spy noterade att den "inte var något nytt" men att Lopez räddade stycket med sin "oslagbara glamour" och "sofistikation." Han avslutade recensionen med att skriva att låten var värdig en fullskalig utgivning som musiksingel. Monica Herrera från Billboard beskrev låten som "Lopez cirka 2003". Herrera noterade att den skulle ha kunnat bli en "superhit" om den framförts ur ett manligt perspektiv av exempelvis Justin Bieber. Joey Guerra från The Houston Chronicle menade att Lopez använde "(What Is) Love?" (och albumspåret "Starting Over") för att tilltala sin dumpade partner. US Weekly ansåg att låttexten "pekade" mot Lopez tidigare relationer, speciellt i verserna när hon dissar "blindträffar" och klargör att "musiker är värst [att vara tillsammans med]."

## "What Is Love Part II"
En remix av "(What Is) Love?" med namnet "What Is Love? Part II" producerades av Jean-Baptiste 2009. Den samplar det "klubbvänliga" riffet från Edwin Starrs singel "War" (1970). Låten omnämndes under utgivningsfesten av Lopez skiva som hölls av Rap-Up. Stycket var, under en tidpunkt, planerat att inkluderas på innehållsförteckningen av albumet. "What Is Love? Part II" läckes ut på internet den 20 april 2013. Enligt Jessica Sager från PopCrush hade remixen samma innebörd som originallåten. Sager skrev: "Låten är troligtvis inte om skilsmässan med Marc Anthony - men för dem som aldrig hörde originalet är det lätt att tro det. Lopez verser är ganska avslöjande." Scott Taylor, en skribent vid MStars News, ansåg att låten var en "omedelbar klubbhit". Både MStar News och tidskriften Huffington Post misstänkte att den, likt föregångaren, var riktad mot Anthony.

## Medverkande
- Jennifer Lopez – huvudsång
- Jim Annunziato – ljudtekniker
- Anesha Birchett – bakgrundssång
- Mike "Handz" Donaldson – ljudmix
- Emile Dernst II (D'Mile) – låtskrivare, producent
- Eric Eylands – assisterande ljudtekniker
- Kuk Harrell – låtproducent, ljudtekniker
- Shani Gonzales – A&R
- Dianna "Wynter" Gordon – låtskrivare, bakgrundssång
- Josh Gudwin – ljudtekniker
- John "J-Banga" Kercy – Pro Tools-tekniker

## Topplistor
| Lista (2011)                              | Topplacering |
| ----------------------------------------- | ------------ |
| Sydkorea (Gaon Chart)                     | 97           |
| Spanien (Productores de Música de España) | 33           |

## Utgivningshistorik
| Land          | Datum         | Format              | Skivbolag                      |
| ------------- | ------------- | ------------------- | ------------------------------ |
| Kanada        | 22 april 2011 | Digital nedladdning | The Island Def Jam Music Group |
| Mexiko        | 22 april 2011 | Digital nedladdning | The Island Def Jam Music Group |
| USA           | 22 april 2011 | Digital nedladdning | Island Records                 |
| Belgien       | 25 april 2011 | Digital nedladdning | The Island Def Jam Music Group |
| Danmark       | 25 april 2011 | Digital nedladdning | The Island Def Jam Music Group |
| Finland       | 25 april 2011 | Digital nedladdning | The Island Def Jam Music Group |
| Frankrike     | 25 april 2011 | Digital nedladdning | The Island Def Jam Music Group |
| Tyskland      | 25 april 2011 | Digital nedladdning | The Island Def Jam Music Group |
| Italien       | 25 april 2011 | Digital nedladdning | The Island Def Jam Music Group |
| Luxemburg     | 25 april 2011 | Digital nedladdning | The Island Def Jam Music Group |
| Nederländerna | 25 april 2011 | Digital nedladdning | The Island Def Jam Music Group |
| Norge         | 25 april 2011 | Digital nedladdning | The Island Def Jam Music Group |
| Portugal      | 25 april 2011 | Digital nedladdning | The Island Def Jam Music Group |
| Spanien       | 25 april 2011 | Digital nedladdning | The Island Def Jam Music Group |
| Sverige       | 25 april 2011 | Digital nedladdning | The Island Def Jam Music Group |
| Schweiz       | 25 april 2011 | Digital nedladdning | The Island Def Jam Music Group |